# ونسا الکساندر
ونسا الکساندر (لهستانی: Vanessa Aleksander؛ زادهٔ ۱۶ سپتامبر ۱۹۹۶) بازیگر اهل لهستان و اسلواکی است.
از فیلم‌ها یا مجموعه‌های تلویزیونی که وی در آن‌ها نقش داشته است، می‌توان به روزگار خوش، دختران جنگ، لجن‌زار و پدر متیو اشاره نمود.